# Rusovce (stacja kolejowa)
Rusovce – stacja kolejowa w dzielnicy Bratysławy Rusovcach, do 1947 nosząca nazwę Oroszvár (miejscowość znajdowała się wówczas na Węgrzech).
Po przyłączeniu wsi do stolicy dzisiejszej Słowacji pozostała przy starej nazwie i nie dodała członu „Bratysława” (podobnie jak stacje w obecnych dzielnicach Devínska Nová Ves, Podunajské Biskupice oraz stacja Devínske Jazero).
Rusovce są ostatnią stacją na terenie Słowacji przed granicą z Węgrami. Od 1948 do 1972 odbywał się tutaj transport osobowy, a od 1960 kończyły bieg pociągi z Niv (część dzielnicy Ružinov). Następnie z przyczyn politycznych ruch ustał na kilkanaście lat i wznowiono go dopiero w 1987 (razem z połączeniami międzynarodowymi).
W przeszłości między Rusovcami a granicą węgierską znajdował się jeszcze przystanek „Čunovo”, ale obecnie już nie istnieje.